# Jiali Plaza
Il Jiali Plaza è un grattacielo alto 251 metri che si trova a Wuhan, in Cina.
La costruzione di 57 piani (più 2 piani sotterranei) è stata progettata da WMKY Limited e terminata nel 1997.
Il Jiali Plaza occupa un'area di 191.400 m2 ed è principalmente adibito ad ufficio.